# 라이프 고스 온
《라이프 고스 온》(영어: Life Goes On)는 1989년부터 1993년까지 방영된 미국의 드라마이다.